# Vân Hội, Trấn Yên
Vân Hội là một xã thuộc huyện Trấn Yên, tỉnh Yên Bái, Việt Nam.

## Địa lý
Xã Vân Hội có vị trí địa lý:
- Phía đông và nam giáp tỉnh Phú Thọ
- Phía tây giáp xã Việt Hồng
- Phía bắc giáp xã Việt Cường.

Xã Vân Hội có diện tích 18,99 km², dân số năm 2019 là 2.279 người, mật độ dân số đạt 120 người/km².

## Hành chính
Xã Vân Hội được chia thành 6 thôn.